# Notiochelidon
Notiochelidon és un gèneres d'ocells, actualment en desús, de la família dels hirundínids (Hirundinidae).

## Taxonomia
Segons la classificació del Congrés Ornitològic Internacional (versió 2.6, 2010), aquest gènere contenia 4 espècies:
- Notiochelidon cyanoleuca - oreneta blanc-i-blava.
- Notiochelidon murina - oreneta ventrebruna.
- Notiochelidon flavipes - oreneta de peus clars.
- Notiochelidon pileata - oreneta capnegra.

Tanmateix, en la seva versió 13.2 (juliol 2023), el COI considera que aquesta espècies pertanyen a altres gèneres (Pygochelidon; Orochelidon i Atticora).